# Peptostreptococcaceae
 Peptostreptococcaceae è una famiglia di batteri appartenente all'ordine Clostridiales.
Comprende i seguenti generi:
- Anaerococcus
- Filifactor
- Finegoldia
- Fusibacter
- Gallicola
- Helcococcus
- Micromonas
- Peptoniphilus
- Peptostreptococcus
- Sedimentibacter
- Sporanaerobacter
- Tissierella